# باتسییوتسه
باتسییوتسه (به صربی: Bacijevce) یک روستا در صربستان است که در سوردولیکا واقع شده‌است. باتسییوتسه ۹۸ نفر جمعیت دارد.